# 3211 Луїзфараїлда
3211 Луїзфараїлда (3211 Louispharailda) — астероїд головного поясу, відкритий 10 лютого 1931 року.
Тіссеранів параметр щодо Юпітера — 3,283.